# 情報源アルファベット
情報源アルファベット（じょうほうげんアルファベット）は、符号理論において、符号化の対象となる情報源をシンボルの系列と捉えた時出現する、あるいは出現する可能性のあるシンボルの集合のことをいう。例えば一般的な英文を符号化する場合、大文字・小文字の各アルファベットと数字、記号、空白、改行などの集合が情報源アルファベットとなる。情報源アルファベットに含まれるシンボルは、符号アルファベットにより構成される符号語が割り当てられる。